# Provinz Shimotsuke

Karte der japanischen Provinzen, Shimotsuke rot markiert

Die Provinz Shimotsuke (jap. 下野国, Shimotsuke no kuni) oder kurz Yashū (野州) war bis zum 9. Jahrhundert eine der historischen Provinzen Japans in der Region Tōsandō, heute ist ihr Gebiet die Präfektur Tochigi.
Die Provinz entstand aus der Aufspaltung der Provinz Keno/Kenu in die Provinzen Shimo-tsu-Keno/Kenu (下毛野国, dt. „Provinz Unter-Keno“) und Kami-tsu-Keno/Kenu (上毛野国, dt. „Provinz Ober-Keno“). 713 wurde mit einem kaiserlichen Edikt die Schreibweise der Provinzen auf zwei Kanji gekürzt, hier das erste und dritte Schriftzeichen. Die Aussprache Shimotsuke ist jedoch dem ersten und zweiten Zeichen entlehnt.
Die alte Hauptstadt (kokufu) lag nahe der modernen Stadt Tochigi, in der Feudalzeit lag das Zentrum der Provinz jedoch bei Utsunomiya. Verschiedene Teile von Shimotsuke wurden in der Sengoku-Zeit von einer Vielzahl kleiner Daimyō gehalten.
Tokugawa Ieyasus Grab und Schrein liegen in Nikkō.
Koordinaten: 36° 40′ N, 139° 47′ O